# 발렌타인 데이 (2001년 영화)
《발렌타인 데이》(情迷大话王, Everyday is Valentine)는 왕정 감독의 홍콩의 코미디, 로맨스 영화이다. 유니버스 엔터테인먼트가 제작하고 넷네오가 배급하였다.

## 출연
- 여명 (Leon Lai) - OK
- 장바이즈 (Cecilia Cheung) - 원더풀
- 장문자 (Pinky Cheung) - 셀리나
- 오맹달 (Man Tat Ng) - 원더풀 아버지
- 장달명 (Tat-Ming Cheung / 張達明) - 순둥이
- 오문근 - 스님

## SBS 성우진 (2005년 2월 10일)
- 안지환 - 오케이(여명)
- 정미숙 - 원더풀(장백지)
- 김용식
- 정동열
- 이진화
- 이재용
- 문선희
- 장호비
- 최원형
- 윤성혜
- 이상범
- 오주연
- 민지
- 소연
- 김정은